# Fritz Lang

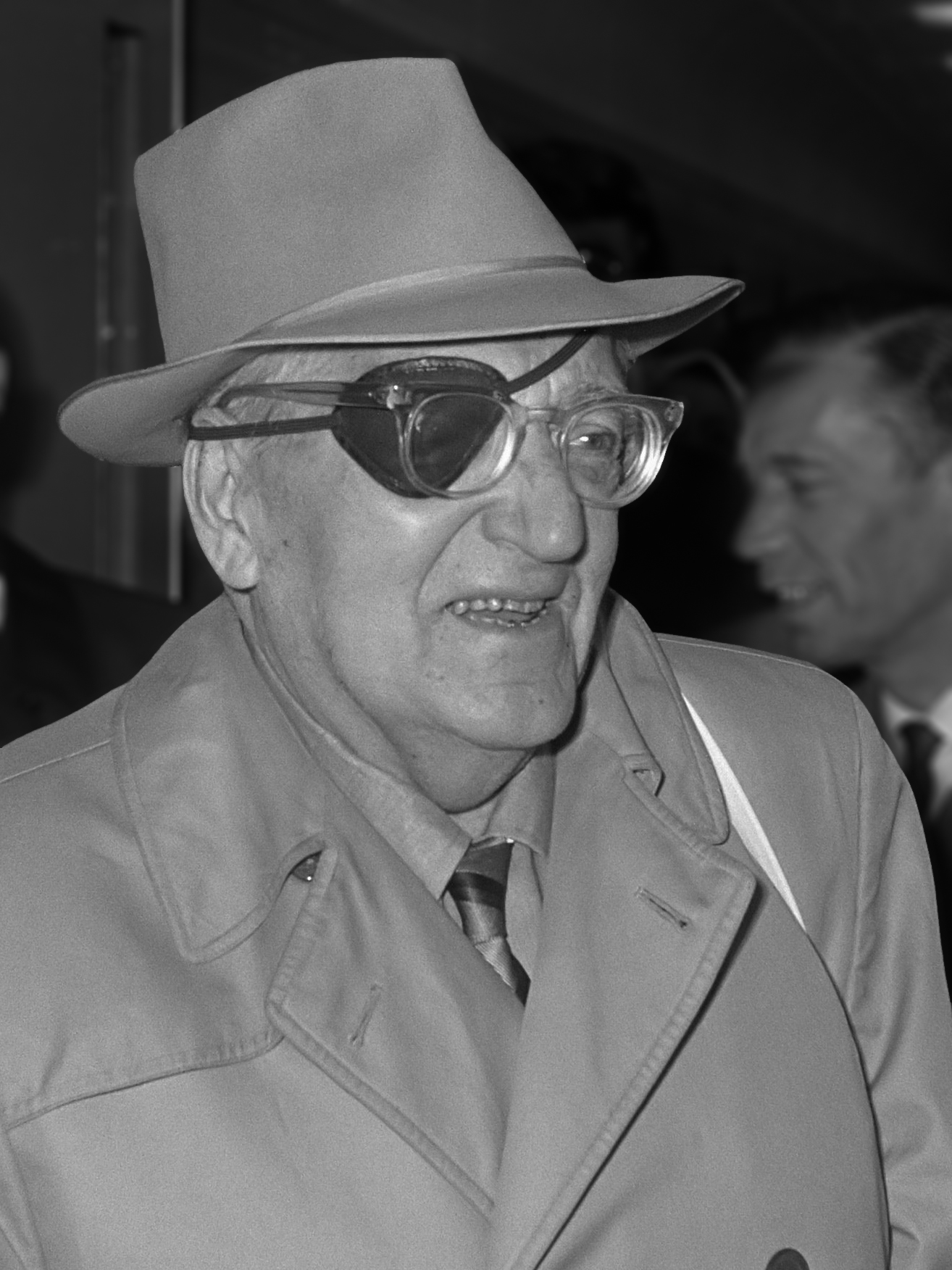
Fritz Lang 1969.

Friedrich Christian Anton "Fritz" Lang, född 5 december 1890 i Wien i dåvarande Österrike-Ungern, död 2 augusti 1976 i Beverly Hills, Los Angeles, var en österrikisk filmregissör, manusförfattare och filmproducent. Han räknas till de främsta inom tysk expressionism och gjorde bland annat filmerna Metropolis (1927), den vid sin premiär dittills mest påkostade stumfilmen. M (1931) som han gjorde innan han flyttade till USA och Kvinnan i fönstret (1944), en av de filmer som var upphovet till begreppet Film noir.

## Biografi

### Tidigt liv och karriär

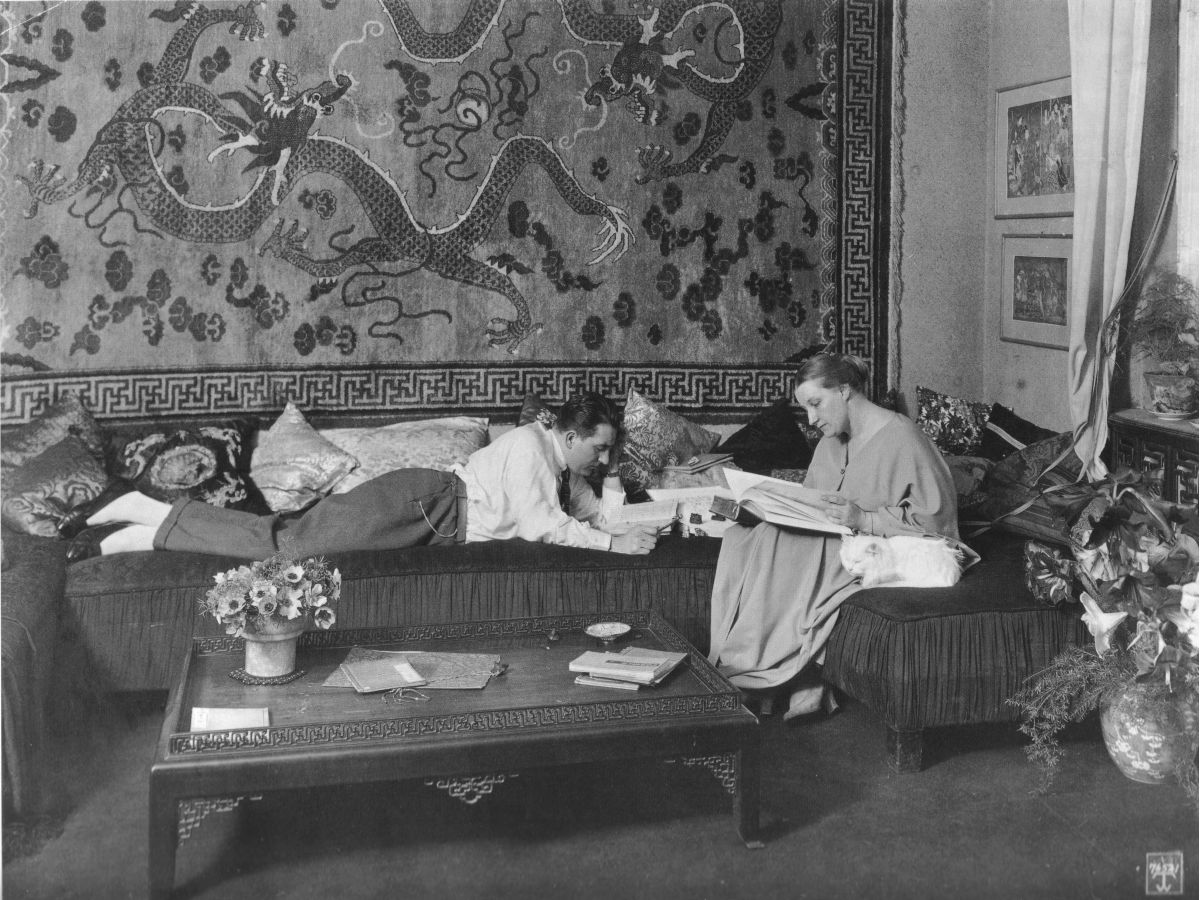
Lang och Thea von Harbou i deras våning i Berlin, 1920-talet.

Fritz Lang föddes den 5 december 1890 i Wien i dåvarande Österrike-Ungern, som son till Anton Lang som var arkitekt och byggbolagsdirektör, och Pauline "Paula" Schlesinger. Han var yngst av två söner; hans storebror Adolf var nästan sju år äldre. Båda hans föräldrar var utövande katoliker, fast hans mor var född jude och konverterade till katolicismen när Fritz var tio år gammal. Lang själv döptes i Schottenkirche i Wien.
Efter att ha gått ut skolan gick Lang en kort tid på Tekniska universitetet i Wien, där han studerade för att bli civilingenjör, men han bytte senare till konst. År 1910 lämnade han Wien för att se världen. Han reste genom Europa och Afrika och senare även Asien och området runt Stilla Havet. År 1913 studerade han måleri i Paris. Året därpå, vid  första världskrigets utbrott, återvände han till Wien. I januari 1914 blev han inkallad till österrikisk-ungerska armén och stred i Ryssland och Rumänien, där han blev sårad tre gånger. Kring 1916 började han skapa scenarier och idéer till filmer. Han hemförlovades från armén med löjtnants grad 1918 och agerade i den wienska teaterkretsen under en kort tid innan han anställdes som manusförfattare vid Decla, Erich Pommers Berlinbaserade produktionsbolag.
Hans manusförfattande blev kortvarigt, eftersom han tidigt började arbeta som regissör vid den tyska filmstudion Universum Film AG (Ufa) och senare Nero-Film, just när den tyska expressionistiska rörelsen startade. I första delen av sin karriär alternerade Lang mellan konstfilm som Den obesegrade döden (1921), och populistiska thrillers som Die Spinnen (1919), och kombinerade populära genrer med expressionistiska tekniker. År 1920 träffade han sin blivande andra hustru, manusförfattaren och skådespelaren Thea von Harbou. Hon och Lang skrev tillsammans manusen till 1922 års Dr Mabuse, spelaren, vilken bestod av två delar, tillsammans fyra timmar långa i originalversionen, som kom att utgöra första delen av Dr Mabuse-trilogin. Tillsammans skrev de också Nibelungen Del 1. Siegfried Drakdödaren (1924), Metropolis (1927) och ljudfilmsklassikern M (1931).

### Goebbelsmyten
Många av historierna kring Langs liv är svåra att verifiera och detta inkluderar även den kanske mest berömda av alla berättelser. Historien säger att Joseph Goebbels bad Lang komma till hans kontor för ett möte där han gav Lang två nyheter: den första var att hans senaste film, Dr Mabuses testamente (1933), skulle bli bannlyst på grund av att den uppviglade till allmän oordning. Den andra nyheten var att Goebbels trots detta var så imponerad av Langs förmågor som filmskapare att han erbjöd Lang en position som chef för den tyska filmstudion Ufa. Lang svarade då Goebbels att han (Lang) hade judiskt påbrå. Enligt utsago skulle Goebbels lett och svarat: "Herr Lang, vi bestämmer vem som är jude och inte". Lang hade, utan Goebbels vetskap, redan planerat att lämna Tyskland och resa till Paris men mötet med Goebbels drog ut så långt på tiden att bankerna hann stänga. Detta ledde till att Lang reste samma natt utan pengar, för att inte återvända förrän efter kriget.
Många delar av berättelsen går inte att verifiera och det förekommer många motsägelser. Lang lämnade Tyskland med större delen av sina pengar, till skillnad från många flyktingar, och gjorde flera resor tillbaka till Tyskland samma år. Det finns inga vittnen till mötet förutom Goebbels och Lang, men Goebbels anteckningsböcker över möten nämner bara bannlysningen av Testamentet när de syftar på mötet. Vad sanningen än är, är det känt att Lang lämnade Tyskland 1934 och flyttade till Paris, där han filmade en version av Ferenc Molnars Liliom med skådespelaren Charles Boyer. Det var Langs enda film på franska (borträknat den franska versionen av Dr Mabuses testamente). Han åkte sedan till USA. Hans fru Thea von Harbou hade börjat sympatisera med nazisterna under det tidiga 1930-talet och stannade kvar. Hon gick med i det nazistiska partiet 1932.
Den åldrande Lang gjorde ett framträdande som sig själv i Jean-Luc Godards film Föraktet (1963) där ramberättelsen för historien presenteras som fakta.

### Metropolis,Moch hans liv i USA

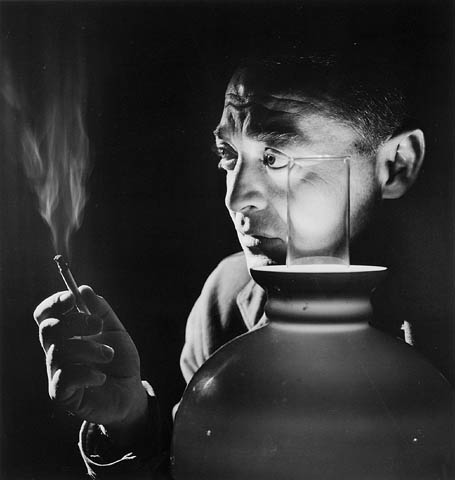
Skådespelaren Peter Lorre som debuterade i Langs film M. (Yousuf Karsh, 1946).

Även om vissa anser att Langs filmer är simpla melodramer var hans produktioner sammanhängande opus som hjälpte till att etablera de karaktäristiska dragen i film noir. Han utvecklade flera av genrens återkommande teman som psykologiska konflikter, paranoia, ödet och moraliskt förfall. Hans arbete hade inflytande på så olikartade filmskapare som Jacques Rivette och William Friedkin. 1931, mellan Metropolis och Dr Mabuses testamente, regisserade Lang det som många filmhistoriker anser är hans mästerverk: M, som är en berättelse om en barnamördare, spelad av Peter Lorre i hans första skådespelarroll, som jagas och blir ställd inför rätta av Berlins kriminella värld. Filmen är delvis baserad på mördaren Peter Kürtens liv. Det gjordes en nyinspelning 1951 av Joseph Losey som däremot inte fick någon större publik.
Efter sin ankomst till Hollywood blev Lang anställd av MGMs studio och regisserade dramat Fury (1936). Han blev amerikansk medborgare 1939. Lang gjorde 21 långfilmer under de följande 21 åren, i alla möjliga genrer, vid alla större studior i Hollywood, och producerade ibland även filmer som självständig producent. Dessa filmer, som ofta fick dålig kritik av dåtida kritiker, har sedan dess blivit omvärderade som en viktig länk för USA:s genrefilmer, särskilt film noir. Under den här perioden blev hans visuella stil enklare (vilket delvis berodde på Hollywoodbolagens restriktioner) och hans världssyn alltmer pessimistisk, vilket kulminerade i den kalla, geometriska stilen i hans sista amerikanska filmer; Det femte offret (1956) och Falskt alibi (1957).

### Lang som regissör
Lang personifierade stereotypen av den tyranniska tyska filmregissören likt Erich von Stroheim och Otto Preminger och han var känd som en svår person att arbeta med. Under inspelningen av den sista scenen i M ska han ha kastat Peter Lorre nerför en trappa för att få ett mer autentiskt ansiktsuttryck från honom. Lang bar monokel vilket förstärkte stereotypen (även om filmhistoriker menar att den särskilda klichén började med von Stroheim) och han har blivit parodierad i flera medier, inklusive GWARs video Phallus in Wonderland.

### Senare verk och död
Under 1950-talet blev det svårare för Lang att hitta fördelaktiga produktionsförhållanden i Hollywood och hans ålder gjorde det svårare för honom att få amerikanska finansiärer. Den tyska producenten Artur Brauner visade intresse för nyinspelningar av Langs tidigare Dr Mabuse-filmer och Das Indische Grabmal som var en berättelse som Lang hade skrivit under 1920-talet men som togs ifrån honom av bolagschefer och istället blev regisserad av Joe May. Av rädsla för att Brauner skulle fortsätta med eller utan hans samtycke övergav Lang sina planer på pensionering och återvände till Tyskland för att göra sin indiska episka film vilken anses vara ett mästerverk bland många filmhistoriker idag. Efter denna film ville Brauner göra en nyinspelning av Dr Mabuses testamente men Lang ville istället skapa ännu en film till serien. Resultaten blev Die Tausend Augen des Dr. Mabuse som producerades mycket hastigt och med en väldigt liten budget. Filmen kan ses som en syntes mellan Langs tidiga erfarenheter med expressionistiska tekniker i Tyskland tillsammans med den spartanska stil som fanns i hans sena amerikanska verk. Langs syn hade under lång tid försämrats och under produktionen höll han på att bli blind vilket gjorde detta till hans sista projekt.
När han återkom till USA som pensionär fortsatte han att samla på sig material och skriva manus, men han kom aldrig att göra någon mer film. När han avslutade sin karriär var han föga känd men han kom återigen att bli uppmärksammad i och med sin roll i Jean-Luc Godard film Föraktet (1963) tillsammans med att han hyllades av sådana regissörer som exempelvis Peter Bogdanovich.
Fritz Lang dog 1976 och begravdes i Forest Lawn Hollywood Hills Cemetery i Los Angeles.

## Filmografi i urval

### Som regissör
- 1921 – Den obesegrade döden
- 1922 – Dr. Mabuse, der Spieler
- 1924 – Die Nibelungen, del 1 och 2
- 1927 – Metropolis
- 1928 – Spione
- 1929 – Månraketen
- 1931 – M
- 1933 – Dr. Mabuses testamente
- 1936 – Fury
- 1937 – Man lever bara en gång
- 1940 – Frank James hämnd
- 1941 – Vildmarkens riddare
- 1941 – Människojakt
- 1942 – Stormdriven (ej krediterad)
- 1943 – Skräckdagar i Prag
- 1944 – I skuggan av ett tecken
- 1944 – Kvinnan i fönstret
- 1945 – Kvinna i rött
- 1946 – Dolken och kappan
- 1947 – Den låsta dörren
- 1950 – Huset vid floden
- 1952 – De laglösas näste
- 1952 – Urladdning
- 1953 – Blå gardenia
- 1953 – Polishämnaren
- 1954 – Mord på nattexpressen
- 1955 – Slottet i skuggan
- 1956 – Det femte offret
- 1956 – Falskt alibi
- 1959 – Tigern från Bengalen
- 1959 – Indiens hämnd
- 1960 – Doktor Mabuses 1000 ögon

### Som skådespelare
- 1963 – Föraktet